# Apis mellifera caucasica
La abeja del Cáucaso o abeja gris (Apis mellifera caucasica) es una subespecie de abeja doméstica nativa de los valles del Cáucaso, entre el mar Caspio y el mar Báltico.
Es la abeja con probóscide y glosa más larga de todas de las subespecies de Apis mellifera. Es una abeja dócil, no agresiva, con bajo comportamiento defensivo. Tiene un desarrollo de colmena rápido, mayor que Apis mellifera mellifera. No es enjambradora. Propoliza en gran forma. Susceptible a enfermedades de la cría y a nosemosis.
Esta raza tiene grandes cualidades. No es una abeja espectacular, logrando buenas cosechas hacia finales de temporada. El color en esta raza no es un criterio determinante, en la zona sur de su distribución Armenia tienen coloración amarilla. Gerstacker las clasifica dentro de la subespecie Apis mellifera remipes. La longevidad de esta raza es ligeramente más elevada que en otras razas. 

## Cualidades
- Es una abeja mansa, dócil.
- El ciclo biológico de esta abeja es más precoz comparándola con Apis mellifera mellifera.
- Presenta una lengua más larga (7 mm), y por consiguiente una mayor eficacia en mieladas como la de acacia o la de alfalfa.
- Es muy propolizadora.
- No tiene problemas en la invernada.

## Defectos
- Es muy propolizadora, es dificultoso para los apicultores que no abren sus colmenas regularmente.
- Es muy susceptible a la nosemosis o nosemiasis.